# Interstate Highway 17
Interstate Highway 17, Interstate 17 eller bare I-17 en hovedvej i Dwight D. Eisenhower National System of Interstate and Defense Highways eller bare Interstate Highway System i USA. Vejen er en såkaldt Intrastate Interstate Highway, hvilket betyder at hele vejens forløb ligger inden for grænserne af en enkelt delstat. 

## Rutebeskrivelse
I-17 ligger på hele sit forløb inden for grænserne af delstaten Arizona. Dens sydlige ende ligger i Phoenix, hvor den møder I-10. Herfra går vejen ca. 235 km mod nord til Flagstaff, hvor vejen møder I-40. Vejen følger to tidligere Arizona State Routes, SR 69 (den sydlige del) og SR 79 (den nordlige del af I-17). 
Fra Phonix til Flagstaff går vejen gennem en række naturområder, fx Tonto National Forest og Coconino National Forest. Vejen passerer tæt forbi Montezuma Castle National Monument, hvor der findes velbevarede rester af beboelse fra Sinagua folket, der levede i området omkring år 1400. På strækningen fra Phoenix til Flagstaff stiger vejen fra omkring 340 meter til 2.135 meter, en stigning på mere end 1½ km. Flere steder på vejen er der frakørsler til udsigtspunkter, hvorfra der er udsigt over de mange bjerge og dale i det nordlige Arizona. 
I-17 adskiller sig fra andre interstates ved at den ikke starter ved milepost 0 i den sydlige ende, men ved milepost 194. Dette skyldes et tidligere system i Arizona, for veje, der udgik fra andre veje, ikke begyndte forfra med nummereringen, men fortsatte numrede i forhold til den vej, de udgik fra. På denne måde "arvede" I-17 numrene fra den gamle SR 69.

## Større byer langs I-17
Der er kun to byer med mere end 30.000 indbyggere langs vejen, nemlig de to byer ved vejens begyndelse og slutning, Phoenix og Flagstaff. 

## Eksterne referencer
- Interstate 17 fra Interstate Guide Arkiveret 14. maj 2012 hos  Wayback Machine
- I-17 fra "Arizona Roads"